# 魯米利亞突厥語
巴尔干加告兹语或巴尔干突厥语或鲁米利亚突厥语（土耳其語：Rumeli Türkçesi）是一种突厥语系语言，分布在东色雷斯、保加利亚杜格沃和卢多戈里耶地区、科索沃普里兹伦地区、马其顿库马诺沃、比托拉地区。有Gajal、Gerlovo土耳其语、卡拉曼里语、奇兹尔巴什、Surguch、Tozluk Turk、尤鲁克（Konyar, Yoruk）、普里兹伦土耳其语、马其顿加告兹语等方言。
鲁米利亚突厥语同加告兹语和土耳其语的互通度很可观，但由于有巴尔干半岛上其他语言的影响，一般分类为独立的语言。
鲁米利亚突厥语由2019年奥斯卡奖提名电影《蜂蜜之地》获得了国际知名度，主角是土耳其裔马其顿人，在片中主要说当地方言。

## 人口
2019年，土耳其约有46万名鲁米利亚突厥语使用者，2018年在马其顿约有4千人。